# دهه ۷۶۰ (میلادی)

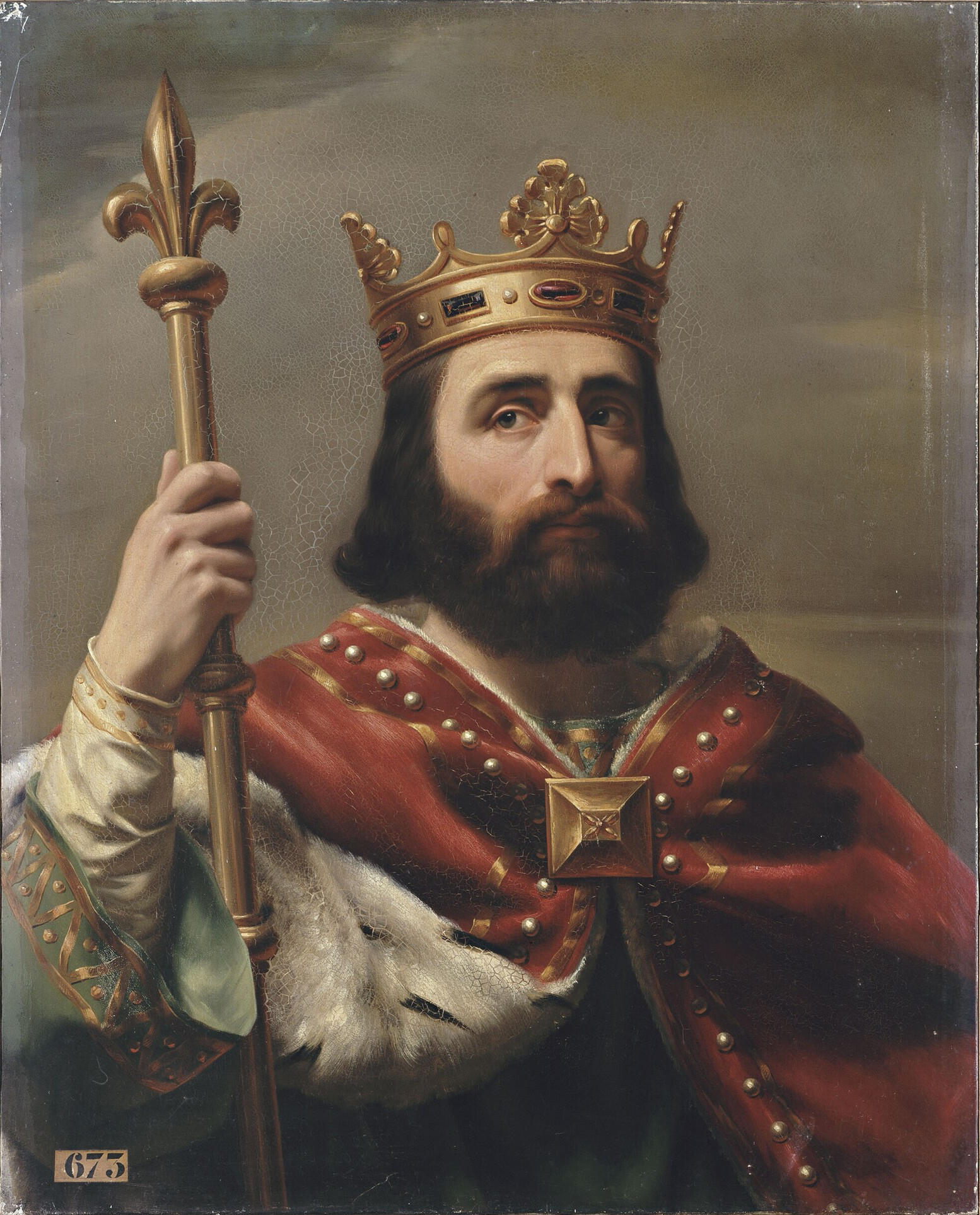
تصویر پپن کهتر، پادشاه فرانک ها از 751 تا 768 میلادی

دهه ۷۶۰ (میلادی) دهه هفتاد و ششم تقویم میلادی است.

## درگذشتگان
‎